# Un cop brillant
Un cop brillant (títol original, The Love Punch) és una pel·lícula de comèdia britànica del 2013 escrita i dirigida per Joel Hopkins. Es va projectar a la secció de presentació de gala del Festival Internacional de Cinema de Toronto de 2013. S'ha doblat al català central per TV3. També s'ha emès per IB3 Televisió.

## Repartiment
- Emma Thompson com a Kate Jones
- Pierce Brosnan com a Richard Jones
- Celia Imrie com a Penelope
- Timothy Spall com a Jerry
- Louise Bourgoin com a Manon Fontane
- Laurent Lafitte com a Vincent Kruger
- Marisa Berenson com a Catherine
- Olivier Chantreau com a Jean-Baptiste Durain
- Ellen Thomas com a Doreen
- Tuppence Middleton com a Sophie Jones